# شركة الطاقة القابضة في نيجيريا
شركة الطاقة القابضة في نيجيريا (PHCN) المعروفة سابقًا باسمِ الهيئة الوطنية للطاقة الكهربائية (NEPA) هي منظمة تحكم استخدام الكهرباء في نيجيريا. خلال الحقبة التي كانت تعمل فيها تحت المسمّى القديم، أدارت الشركة فريق كرة قدم محلّي، وهي تمثل نيجيريا في تجمع الطاقة لغرب إفريقيا.
يمكن إرجاع تاريخ تطور الكهرباء في نيجيريا إلى نهاية القرن التاسع عشر عندما تم تركيب أول محطة لتوليد الطاقة في مدينة لاغوس في عام 1898. ومنذ ذلك الحين وحتى عام 1950، كان نمط تطوير الكهرباء في شكل فردي منتشرًا في جميع أنحاء البلدات، في حين حظيت بعض المشاريع القليلة بدعمِ هيئات حكومية اتحادية تابعة لإدارة الأشغال العامة، وحظي بعضها الآخر بدعمٍ من قبل السلطات المحلية والبعض الآخر من قبل السلطات البلدية.

## وصلة خارجية
- الموقع الرسمي